# 개스턴 브라운
개스턴 알폰소 브라운(Gaston Alfonso Browne, 1967년 2월 9일~)은 앤티가 바부다의 정치인이다. 세인트존구 빌라 마을의 가난한 환경에서 자랐으나 영국에서 금융을 공부하고 은행가이자 사업가로서 성공하였고, 1999년 정계에 입문하였다. 2012년부터 앤티가 바부다 노동당 당수가 되었고 2014년부터 제4대 앤티가 바부다의 총리에 올랐다. 재임 중 2017년 허리케인 어마로 인프라 대부분이 파괴되는 등 바부다섬이 심각한 피해를 입었다.